# Moira
A Moira ír eredetű női név, valószínű jelentése: nagy. Ugyanakkor a Mária ír és angol alakváltozatának is tekintik. Moiráknak hívják a sors istennőit is a görög mitológiában.

## Gyakorisága
Az 1990-es években szórványos név, a 2000-es években nem szerepel a 100 leggyakoribb női név között.

## Névnapok
- január 23.[2]
- február 2.[2]
- február 11.[2]
- március 25.[2]
- április 2.[2]
- április 7.[2]
- április 26.[2]
- május 24.[2]
- május 29.[2]
- május 31.[2]
- július 2.[2]
- július 6.[2]
- július 16.[2]
- július 17.[2]
- július 22.[2]
- augusztus 2.[2]
- augusztus 5.[2]
- augusztus 15.[2]
- augusztus 22.[2]
- szeptember 8.[2]
- szeptember 12.[2]
- szeptember 15.[2]
- szeptember 19.[2]
- szeptember 24.[2]
- október 3.[2]
- október 7.[2]
- október 8.[2]
- október 11.[2]
- október 22.[2]
- november 21.[2]
- december 8.[2]
- december 15.[2]
- december 18.[2]